# Oruza morma
Oruza morma là một loài bướm đêm trong họ Erebidae.